# Wilsberg: Interne Affären
Interne Affären ist die 24. Folge der Fernsehfilmreihe Wilsberg. Die Erstausstrahlung erfolgte am 26. April 2008 beim ZDF. Regie führte Catharina Deus, das Drehbuch wurde von Ulli Stephan geschrieben.

## Handlung
Die beiden Polizisten Oliver Scholz und Silke Heilmann geben sich in einer Scheune vor den Toren Münsters während ihrer gemeinsamen Dienstzeit einem Schäferstündchen hin. Ein Einsatz ruft sie in die Stadt zurück. Silke nimmt mit Kommissarin Anna Springer, die sie von ihrer Ausbildung aus der Polizeischule kennt, telefonisch Kontakt auf und verabredet sich mit ihr in einem Münsteraner Café. Dieses Treffen erreicht Silke jedoch nicht mehr, denn sie verunglückt mit ihrem Wagen abends auf der Fahrt zum Café tödlich. Anna Springer vermutet, dass Silke Heilmann in ihrer Dienststelle Unregelmäßigkeiten aufgedeckt hatte, die sie ihr im Vertrauen mitteilen wollte. Daher will Anna Springer die Ermittlungen aufnehmen, was ihr jedoch von Kriminalrat Landau untersagt wird, der befürchtet, dass die Polizei durch Ermittlungen im Todesfall der 24-jährigen Kollegin Heilmann in der Öffentlichkeit in einem schlechten Licht wahrgenommen werden könne. Auch die erst kürzlich aus Bielefeld nach Münster versetzte Kollegin Carola Sonntag hilft Anna Springer nicht weiter, sodass sie ihren Freund Georg Wilsberg bittet, ihr bei ihren privaten Ermittlungen behilflich zu sein. Georg Wilsberg und Anna Springer besuchen gemeinsam die Unfallstelle und finden Silkes Handy im Fußraum des Wagens, das Anna an sich nimmt.
Silke Heilmann wohnte in einer Einliegerwohnung in den Kellerräumen des Hauses ihres Arbeitskollegen Heinz Fading. Wilsberg bricht in die Wohnung der Verstorbenen ein, in der er ein Foto findet, das Silke mit ihrem Kollegen und Freund Oliver Scholz zeigt. Tine Fading, die junge Tochter des Vermieters, überrascht ihn in den Räumlichkeiten der Toten. Auf Wilsbergs Fragen hin erklärt sie ihm, dass sie in Silkes Tagebüchern gelesen habe, die Tote habe sich von ihrem Freund Oliver im Streit getrennt. Die Tagebücher selbst gibt das Mädchen dem Privatermittler jedoch nicht.
Die Rechtsmediziner ermitteln unterdessen, dass Silke Heilmann nach ihrem Tod einen Schlag erhalten hat. Wilsberg will ausschließen, dass Fading etwas mit dem Tod der Polizistin zu tun hat und stellt bei seinen Ermittlungen fest, dass dessen Auto gestohlen wurde, so dass er es nicht auf Unfallspuren hin untersuchen kann. Bei einem Besuch in der Polizeiwache, in der Silke Heilmann tätig war, stößt Anna Springer auf voyeuristische Fotos, die Heinz Fading von seiner Mieterin ohne deren Wissen angefertigt und in der Wache unter seinen Kollegen herumgezeigt hat. Anna Springer verdächtigt aufgrund ihrer Entdeckung Heinz Fading für den Tod seiner Kollegin verantwortlich zu sein. 
Carola Sonntag findet Silke Heilmanns Handy in Anna Springers Schreibtisch und meldet diese Unterschlagung von Beweismaterial dem Kriminalrat Landau, der Kommissarin Springer daraufhin vom Dienst suspendiert. Währenddessen erfährt Wilsberg bei einem Besuch im Fahrradgeschäft der Familie Scholz, dass der Familie ein ehemaliger Bauernhof mitsamt einer Scheune gehört. Weiterhin ermittelt Wilsberg, dass Olivers Vater, der in einem Rollstuhl sitzt, wegen der ausstehenden Zahlung einer Rate zusammengeschlagen wurde. Ekki observiert unterdessen Oliver Scholz und wird Zeuge, wie Oliver in der Scheune der Familie in Entrup Drogen versteckt, die ihm aus den Niederlanden angeliefert werden. Nachdem Oliver und die Niederländer wieder weggefahren sind, brechen Ekki und der herbeigerufene Wilsberg  in die Scheune ein und finden dort Hanf sowie Magic Mushrooms.
Ekki macht sich daraufhin zusammen mit Alex Holtkamp auf den Weg in die Niederlande. Sie finden die Gewächshäuser, in denen die Niederländer die Drogen anbauen. Von einem jungen Niederländer werden sie eingeladen, die Kekse zu probieren, die er gebacken hat. Ekki ist nicht bewusst, dass er Haschkekse konsumiert, und so greift er zu beherzt zu. Als Alex von einem unter einer Plane versteckten Auto, das Unfallspuren aufweist, Fotos macht, wird sie als Schnüfflerin enttarnt und flieht mit Ekki über die Grenze zurück nach Deutschland. Die Niederländer verfolgen die beiden, müssen jedoch ihre Verfolgung abbrechen, als Ekki und Alex auf der Fahrt nach Münster in eine Verkehrskontrolle geraten. Den beiden gelingt es, die Aufmerksamkeit der Beamten auf die Niederländer zu lenken, sodass sie ihre Fahrt fortsetzen können.
Mit ihren gesammelten Erkenntnissen können Wilsberg, Alex und Ekki nachweisen, dass die Polizisten Heinz Fading, Diddi Krabbe, Lothar Dörner und Oliver Scholz sich haben schmieren lassen, um den Niederländern freies Geleit durch das Münsterland sowie die Zwischenlagerung der Drogen in der Scheune zu gewähren. Als Silke Heilmann bei einem Schäferstündchen mit Oliver Scholz in der Scheune auf die Drogen stieß, wollte sie Anna Springer die Verstrickungen ihrer Kollegen in den Drogenhandel melden.
Die Fotos, die Alex von dem blauen Kombi in den Niederlanden gemacht hat, lassen sie den Niederländern sowie den korrupten Polizisten zukommen. Daraufhin treffen diese sich in der Scheune, wo Wilsberg sie überrascht. Es stellt sich heraus, dass der Niederländer Koos van Buuren den ihm zur Verschrottung anvertrauten Wagen nicht wie versprochen in die Schrottpresse gegeben hat, sondern zum Weiterverkauf auf seinem Grundstück geparkt hat, wo Alex ihn finden und fotografieren konnte. Lothar Dörner räumt ein, Silke Heilmanns Auto mit dem Wagen von Heinz Fading angefahren zu haben, um sie einzuschüchtern und ihre gemeinsamen Drogengeschäfte zu schützen. Bevor Wilsberg etwas zustoßen kann, trifft Anna Springer ein, um die korrupten Polizeibeamten sowie die niederländischen Drogenhändler festnehmen zu lassen.

## Hintergrund
Der Titel Interne Affären ist sowohl eine Anspielung auf die Liebschaft der beiden Kollegen Oliver Scholz und Silke Heilmann als auch auf Internal Affairs, was im englischen Sprachraum eine Bezeichnung für die Abteilung für Innere Angelegenheiten ist, die die Polizistin Silke Heilmann mit Anna Springers Hilfe aufgrund von Unregelmäßigkeiten bei der Arbeit ihrer Kollegen einschalten wollte.
Der Film wurde in Münster und Köln gedreht. Die Dreharbeiten begannen am 23. Oktober 2007 und endeten am 26. November 2007. In Münster wurde in der Frauenstraße am Antiquariat Solder gedreht, in dem im Film das Antiquariat Wilsberg zu finden ist. Weitere Aufnahmen entstanden am Prinzipalmarkt, in denen Michael Kessler in einem Cameo-Auftritt als Verkehrspolizist zu sehen ist. Die Szene, in der Kommissarin Anna Springer vergeblich auf ihre Kollegin Silke Heilmann wartet, wurde im Marktcafé am Domplatz gedreht. Die Aufnahmen, die das Polizeipräsidium zeigen, entstanden nicht wie sonst üblich im Bispinghof, sondern an einem Nebengebäude des Schlosses am Hindenburgplatz, in dem das Institut für Biologie und Biotechnologie der Pflanzen zu finden ist. Das Fahrradgeschäft der Familie Scholz wurde für die Dreharbeiten in der Jüdefelderstraße in Münster eingerichtet.
Vor seiner Fernsehpremiere wurde der Film am 17. April 2008 im Cineplex Münster in zwei Vorstellungen aufgeführt. Aufgrund einer Änderung im Drehplan der Folge Das Jubiläum in Köln mussten die Vorführungen in Abwesenheit der Darsteller stattfinden.
Am 14. Juli 2008 wurde der Film zusammen mit der 23. Folge Royal Flush von Polarfilm auf DVD mit FSK-12-Freigabe veröffentlicht. Die DVD enthält neben den beiden Hauptfilmen als Bonusmaterial ein Making-of sowie ein Porträt über die Stadt Münster.
Der Running Gag Bielefeld verweist in dieser Folge auf die bisherige Dienststelle, in der Carola Sonntag, die Kommissarin Anna Springer an die Seite gestellt wird, tätig war. Die neue Kollegin bemerkt beiläufig: „Im Vergleich zu hier war ja in Bielefeld die Hölle los.“ (nach 18:31)
Das Hintergrundbild des Desktops von Anna Springers Computer zeigt einen kleinen schwarzen Schwan neben einem großen weißen Schwan als Hommage an den Schwan Petra, der durch seine Liebe zu einem weißen Tretboot in Form eines Schwans am Aasee zwischen 2006 und 2008 für weltweite mediale Aufmerksamkeit gesorgt hatte.
Roland Jankowsky, der nach der Pilotfolge Und die Toten lässt man ruhen in allen vorangehenden Folgen – abgesehen von der zwölften Folge Tödliche Freundschaft – als Kommissar Overbeck, der Assistent von Kommissarin Anna Springer, zu sehen ist, stand für diese Folge nicht vor der Kamera. Laut Aussage von Anna Springer befindet er sich in dieser Folge in Vaterschaftsurlaub.
Bei dem Musiktitel am Ende der Episode handelt es sich um A Sorta Fairytale von Tori Amos aus dem Jahr 2002.

## Rezeption

### Einschaltquoten
5,49 Millionen Zuschauer sahen die Folge Interne Affären bei ihrer Erstausstrahlung im ZDF.

### Kritik
Die Redaktion von Prisma urteilt, Interne Affären sei „ein eher durchschnittlicher Fall“, für den sie zwei von fünf möglichen Sternen vergab. TV Spielfilm ist der Meinung, die Folge sei ein „ernster Fall mit heiteren Momenten und ohne die bei „Wilsberg“ auffälligen Zufälligkeitskonstrukte.“ In Anlehnung an Ekki, der unwissentlich Haschkekse konsumiert, lautet das Resümee: „Hier wächst so schnell kein Gras drüber!“ Der Westen führt die Produktion als „Tipp des Tages“ und legt sie ihren Lesern „ans Herz“. „Spaß und Spannung halten sich perfekt die Waage“, resümiert die Redaktion der Ems-Zeitung.
Tilmann P. Gangloff hält bei kino.de nicht nur die Idee, Kommissarin Springer eine Kollegin an die Seite zu stellen, für „ungemein belebend“, sondern zugleich die darstellerische Leistung von Katharina Wackernagel für gelungen. Er bedauert, dass Wackernagel nur für ein einmaliges „Gastspiel“ verpflichtet wurde. Das „komplexe Drehbuch“ lobt er, ebenso wie die „packende Umsetzung“. Die von Oliver Korittke gespielte Rolle des Ekki Talkötter habe in dieser Folge einen zu kurzen Auftritt erhalten, spiele nach dem Konsum von Haschkeksen allerdings die „schönste Szene des Films“. Laut Redaktion des Mediendienstes Teleschau sei hingegen die Szene, in der Anna Springer nach einer durchzechten Nacht ihren Kopf im Stadtpark an Wilsbergs Schulter lehnt, einer „der schönsten Momente des Films“. Insgesamt entwickle der Film aber „ein bisschen weniger Spannung als üblich“, urteilt die Teleschau.
Fabian Riedner von quotenmeter.de ist der Meinung, der Film könne „seinen eigenen Anforderungen nicht gerecht werden“. „Die Storyline plätschert in den ersten zehn Minuten vor sich hin“, klagt Riedner, der zwar eine „authentische Sex-Szene“ lobt, dem aber in den eingangs gezeigten Szenen, die „keinerlei Ausstrahlung“ besitzen und deren Dialoge „sehr trostlos“ und „nicht überzeugend gespielt“ seien, die Präsenz der Hauptdarsteller fehlt. Erst nach diesen Szenen „beginnt die Episode Spaß zu machen“. Ab hier können die „Dialoge des Ensembles überzeugen“, ebenso wie „die Hauptdarsteller selbst“. Insgesamt sei „diese Folge eher schwach“ zu bewerten, was sich in dem von Riedner vergebenen Punktwert von 55 % niederschlägt. Dies liege „ausschließlich an der recht langweiligen Kriminalgeschichte“, was immerhin der „Tiefgang“ der Charaktere abzuschwächen wisse, so dass schließlich „ein mäßiger Krimi produziert worden“ sei.
Die Redaktion des Lexikons des internationalen Films enthielt sich bei ihrer Kritik jedes wertenden Urteils.